# Constituția Republicii Moldova
Constituția Republicii Moldova este legea fundamentală a Republicii Moldova. Actuala constituție a fost adoptată la 29 iulie 1994. A intrat în vigoare la 27 august 1994 și a fost modificată de 8 ori.
Constituția a stabilit Republica Moldova ca stat suveran, independent și neutru, cu drept guvernat de un set de principii, precum separarea și cooperarea puterilor, pluralism politic, respectarea drepturilor și libertăților omului, a dreptului internațional și a tratatelor. Acesta conturează și funcționarea principalelor instituții ale statului: Parlament, Guvern, Președinte și Justiție.
Constituția a suferit 11 modificări de-a lungul timpului realizate de către Parlament, dar nu a fost niciodată abrogată în întregime. O modificare semnificativă a avut loc în urma referendumului constituțional din 20 octombrie 2024, când integrarea în Uniunea Europeană a fost declarată obiectiv strategic al țării, iar limba română a fost consfințită ca limbă oficială de stat. Aceasta a fost prima dată când Constituția a fost modificată prin voința directă a poporului, modificările fiind publicate în Monitorul Oficial pe 13 noiembrie 2024.

## Structură
Constituția este compusă din 7 titluri, fiecare fiind împărțit în capitole și secțiuni.
- Titlul I: Principii generale
- Titlul II: Drepturile, libertățile și îndatoririle fundamentale
  - Capitolul I: Dispoziții generale
  - Capitolul II: Drepturile și libertățile funamentale
  - Capitolul III: Îndatoririle fundamentale
- Titlul III: Autoritățile publice
  - Capitolul IV: Parlamentul
    - Secțiunea 1: Organizare și funcționare
    - Secțiunea 2: Statutul deputaților
    - Secțiunea 3: Legiferarea

  - Capitolul V: Președintele Republicii Moldova
  - Capitolul VI: Guvernul
  - Capitolul VII: Raporturile Parlamentului cu Guvernul
  - Capitolul VIII: Administrația Publică
  - Capitolul IX: Autoritatea Judecătorească
    - Secțiunea 1: Instanțele judecătorești
    - Secțiunea 2: Consiliul Superior al Magistraturii
    - Secțiunea 3: Procuratura
- Titlul IV: Economia națională și finanțele publice
- Titlul V: Curtea Constituțională
- Titlul VI: Revizuirea Constituției
- Titlul VII: Dispoziții finale și tranzitorii

## Istorie
Constituția Republicii Moldova, adoptată la 29 iulie 1994,
Actuala Constituție a fost adoptată la 29 iulie 1994 ca rezultat al unui compromis politic între aspirațiile majorității autohtone (două treimi din populație) și cerințele Rusiei, în zona de influență a căreia se află Moldova (transmise local de coloniștii slavofoni, reprezentând o treime din populația țării). Aceasta a înlocuit Constituția anterioară, adoptată la proclamarea independenței pe 27 august 1991, care era mult mai conformă revendicărilor autohtonilor, dar care a provocat proteste din partea slavofonilor și ostilitatea Rusiei.
Articolul 13-1 din Constituția independenței stabilea că: „Limba oficială a Republicii Moldova este limba română și folosește alfabetul latin.” Au fost adoptate un drapel și o stemă foarte apropiate de cele ale României, deviza: „Virtus Romaniae rediviva.” și imnul de stat al României „Deșteaptă-te române!”.
Vorbitorii de alte limbi decât româna au reacționat vehement, în timp ce Rusia și Ucraina le-au oferit sprijin, oprind furnizarea de gaz și electricitate („zilele negre” din 1991-92) și opunând rezistență tentativelor poliției moldovenești de a prelua controlul asupra întregului teritoriu (războiul de pe Nistru din 1992, pierdut de Moldova și câștigat de Armata a 14-a rusă, comandată de Alexandr Lebed).
În urma acestor înfrângeri și a compromisurilor care au urmat, Constituția adoptată la 29 iulie 1994 păstrează, pe plan social, majoritatea câștigurilor celei anterioare, mai ales în material de libertăți civile și democrație, însă, pe plan cultural (cu implicații politice importante), articolul 13 instituie o discriminare între grupurile etnice din Moldova. Astfel, dacă rușii, ucrainenii, bulgarii, găgăuzii și alții au libertate de a se defini ca membri ai unor ansambluri lingvistice și culturale care depășesc granițele țării, acest lucru nu este valabil pentru autohtonii vorbitori de română, care, dacă se definesc drept români, sunt considerați „minoritate națională” în propria țară.
Simbolic, proporțiile și nuanțele cromatice ale drapelului au fost modificate, deviza a fost schimbată în „Virtus Moldaviae rediviva”, a fost adoptat un alt imn de stat („Limba noastră”), iar limba și identitatea românofonilor au fost din nou definite oficial ca „moldovenești”, dinstincte de limba română, conform articolului 13 din nou Constituție. În 1996, o propunere a președintelui Republicii, Mircea Snegur, de a reveni la denumirea română a limbii a fost respinsă de Parlamentul moldovean.

### Articolul 13
De jure, dacă moldovenii (indiferent de apartenența lor lingvistică și culturală) ar respecta strict interpretarea articolului 13 din Constituția din 29 iulie 1994, „cultura moldovenească” ar trebui să se refere doar la autohtonii din fosta Basarabie și din actuala republică, excluzând orice alt element (culturile minorităților: rusă, ucraineană, bulgară sau găgăuză, dar și cultura română, din care cultura moldovenească face parte istoric). Însă, legiuitorii știu că fenomenul cultural este dificil de reglementat juridic, deoarece acesta evoluează constant prin schimbare, inovație și reinventare.
Pe plan lingvistic, spre deosebire de Constituția independenței, articolul 13 din Constituția din 29 iulie 1994 definește limba română vorbită în Republica Moldova, numită „moldovenească”, ca fiind „diferită de română”. Din punct de vedere științific, însă, în termeni de sociolingvistică, româna și moldoveneasca sunt una și aceeași limbă, având suficiente trăsături structurale comune pentru a fi considerate o limbă unitară. Vorbitorii celor două variante se înțeleg spontan și complet, fără nevoie de traducere sau dicționar. Diferențele dintre limbajul academic și variantele populare sunt aceleași atât în Moldova, cât și în România. Cu toate acestea, articolul 13 din Constituția din 1994 interzice referirea la limba națională sub denumirea de „română” și predarea istoriei moldovenilor ca parte a istoriei românilor (în sens lingvistic), ceea ce este considerat de profesorii vorbitori de română un abuz politic și o limitare a libertăților lor.
Pe planul cetățeniei, articolul 13 inserează în viața statului o dublă discriminare lingvistică, care contribuie la instabilitatea țării. Pe de o parte, doar autohtonii vorbitori de română și limba lor au dreptul de a fi numiți „moldoveni” (sunt singurii „cetățeni titulari”), ceea ce face ca minoritățile (o treime din populație) să se simtă străine în propria țară. Pe de altă parte, doar minoritățile au dreptul de a-și dezvolta limba, cultura și identitatea ca membri ai unor civilizații care depășesc granițele statului (rusă, ucraineană, bulgară, turcofonă etc.); acest drept este refuzat moldovenilor care nu au dreptul să se declare români și care, la rândul lor, nu se simt recunoscuți în propria țară. Moldovenii care, pentru a avea dreptul de a-și dezvolta limba, cultura și identitatea ca parte a unei civilizații mai largi, se declară „români” la recensăminte, își pierd statutul de „cetățeni titulari” și sunt considerați o „minoritate națională” în propria țară.
Astfel, de facto, cultura moldovenească transgresează articolul 13 din Constituție și include:
- pentru românofoni: istoria și cultura României, din care fac parte Moldova istorică și Basarabia (ca provincie românească);
- pentru rusofoni: istoria și cultura Imperiului Rus, a Basarabiei (ca gubernie rusă) și a URSS, pe care o împărtășesc cu Rusia și Ucraina;
- și alte culturi: o cultură ucraineană, găgăuză, lipovenească, bulgară, armeană, romă, precum și urme (mai ales în patrimoniul arhitectural și muzical) ale unor culturi dispărute, precum cea evreiască, germanică sau greacă pontică.